# Nick Gehlfuss
Nick Gehlfuss (Cleveland, 21 gennaio 1985) è un attore statunitense.

## Biografia
Nato a Cleveland, prende parte a numerose serie televisive come Person of Interest, Power, Rizzoli & Isles, Royal Pains, The Glades e The Good Wife.
Nel 2014 prende parte ad alcuni episodi della quarta stagione della serie televisiva Shameless nel ruolo di Robbie Pratt.
A partire dal 2015 entra nel cast principale di Chicago Med interpretando la parte del dottor Will Halstead.

## Filmografia

### Cinema
- Sam Steele and the Junior Detective Agency - voce - regia di Tom Whitus (2009)
- In Lieu of Flowers - regia di William Savage (2013)
- Love & Mercy - regia di Bill Pohlad (2014)
- Equity - regia di Meera Menon (2015)

### Televisione
- Army Wives – serie TV (2010)
- The Good Wife – serie TV (2011)
- The Wingman – serie TV (2011)
- Blue Bloods – serie TV (2011)
- Person of Interest – serie TV (2012)
- The Glades – serie TV (2013)
- Rizzoli & Isles – serie TV, episodio 4x09 (2013)
- The Newsroom – serie TV (2013)
- Shameless – serie TV (2014)
- Royal Pains – serie TV (2014)
- Murder in the First – serie TV (2014)
- Longmire – serie TV (2014)
- C'è sempre il sole a Philadelphia – serie TV (2015)
- Constantine – serie TV (2015)
- Power – serie TV (2015)
- The Mystery of Matter: Search for the Elements – miniserie TV (2015)
- Chicago Med – serie TV, 163 episodi (2015-2023)
- Chicago Fire – serie TV, 21 episodi (2015-2023)
- Chicago P.D. – serie TV, 18 episodi (2015-2023)

## Doppiatori italiani
Nelle versioni in italiano dei suoi film, Nick Gehlfuss è stato doppiato da:
- Francesco Pezzulli in Longmire, Royal Pains, Chicago Med, Chicago Fire, Chicago P.D.
- Marco Vivio in Person of Interest
- Stefano Crescentini in Shameless
- Francesco Bulckaen in Power
- Emiliano Coltorti in The Glades